# Livio Gennari
Livio Gennari (Rivarolo Ligure, 6 dicembre 1923 – Genova, giugno 2002) è stato un calciatore e allenatore di calcio italiano, di ruolo attaccante.

## Caratteristiche tecniche
Gennari era una mezzala, tecnicamente dotata e abile nei calci piazzati.

## Carriera
Cresce nelle giovanili del Genova 1893, che nel 1941 lo cede in prestito alla Polisportiva Manlio Cavagnaro di Sestri Ponente, squadra ligure militante in Serie C. Rientrato al Genoa, passa sempre in prestito al Derthona; nel 1945 viene posto in lista di trasferimento e finisce all'Avellino. Dopo quattro stagioni in Irpinia, dove realizza complessivamente 50 reti diventando il miglior marcatore di sempre dei biancoverdi (record che detiene fino agli anni 2010, quando viene scavalcato da Castaldo e Biancolino), si trasferisce per un biennio alla Rivarolese, da cui lo preleva nel 1951 il Cagliari. Nel campionato 1951-1952 totalizza 34 presenze e 15 reti, contribuendo alla promozione della sua squadra in Serie B. L'anno seguente gioca 33 partite segnando 9 gol fra i cadetti, mentre nella stagione 1953-1954 va a segno 7 volte in 31 partite. Rimane al Cagliari anche l'anno successivo, nel quale gioca 11 partite senza segnare nessun gol.
Militò poi in Serie C con la Carbosarda (con cui segnò 27 reti in due stagioni) e in IV Serie col Savona. Chiuse la carriera nelle serie minori liguri, con Sampierdarenese, Ovadese e Campese.
Della Campese fu allenatore-calciatore con cui ottenne al termine della stagione 1964-1965 la promozione nella Prima Categoria Liguria. L'anno seguente abbandonò il calcio giocato e passò ad allenare le giovanili della Campese.
Tornò alla guida della prima squadra della Campese, giocando anche qualche incontro, nella stagione 1967-1968, al posto dell'esonerato Matteo Pastorino, ottenendo il sesto posto del Girone A, piazzamento che permise al sodalizio ligure di essere ammessa alla Promozione 1968-1969.

## Palmarès

### Giocatore

#### Competizioni nazionali
- Serie C: 1

Cagliari: 1951-1952
- Campionato Interregionale: 1

Savona: 1958-1959

#### Competizioni regionali
- Promozione: 1

Rivarolese: 1950-1951

### Allenatore

#### Competizioni nazionali
- Seconda Categoria: 1

Campese: 1964-1965